# Quinten Timber
Quinten Ryan Crispito Timber (Utrecht, 2001. június 17. –) curaçaoi–arubai származású holland labdarúgó, középpályás. Az Eredivisieben szereplő Feyenoord játékosa, és a holland korosztályos válogatott tagja. Ikertestvére Jurriën Timber szintén labdarúgó.

## Pályafutása

### Ajax
A DVSU, a Feyenoord, és az Ajax sajátnevelésű játékosa, a rotterdami együttesnél hat évet töltött, és 2014-ben csatlakozott az Ajax utánpótlás csapatához, míg 2018-ban bemutatkozott a Jong Ajax csapatában, október 15-én a Jong PSV vendégeként a 2–1-re elvesztett bajnokit végigjátszotta, és az első gólnál gólpasszt adott Teun Bijleveldnek.
2019. március 25-én a második mérkőzésén szerezte első gólját a Utrecht B ellen a 3–3-as találkozón.
A felnőttcsapatba ötször nevezték a meccs keretbe, kétszer bajnokira, előbb 2021. február utolsó napján a PSV Eindhoven ellen, később két alkalommal az Európa Liga negyeddöntőjében, és egyszer a holland kupában a 2020/21-es szezonban.

### Utrecht
2021. május 5-én szülővárosába igazolt, és a klub hároméves szerződést kötött Timberrel.
Augusztus 5-én játszotta első mérkőzését a Sparta Rotterdam elleni 4–0-s bajnokin, melyen a második gólnál asszisztot készített elő Mark van der Maarelnek.
Az első gólját a 7. mérkőzésén szerezte az AZ vendégeként, az 5–1-s bajnokin csapata egyetlen gólját lőtte.
2022. április 2-án szerezte következő, egyben utolsó találatát a RKC Waalwijk otthonában az 1–1-s bajnokin.

### Feyenoord
2022. július 28-án visszatért a rotterdami egyesülethez, ahol már hét évet töltött az akadémián, a szerződést 2026-ig kötötték meg.
Augusztus 7-én megint csak gólpasszal mutatkozott be az első mérkőzésén a Vitesse otthonában.
A 4. mérkőzésén lőtte első találatát a hazai környezetben az FC Emmen ellen, a 4–0-s bajnoki első gólját szerezte. 
Szeptember 8-án lépett pályára első alkalommal nemzetközi porondon, egy Európa Liga találkozón a Lazio elleni 4–2-re elvesztett mérkőzésen.
Október 2-án négy fordulóval később ismét eredményes volt a NEC Nijmegen ellen.
Október 10-én hazai környezetben a FC Midtjylland ellen megszerezte a nemzetközi kupában az első találatát.

### A válogatottban

#### Hollandia
Több korosztályos csapat tagja volt, a legnagyobb eredményt az U17-es csapattal érte el, ugyanis megnyerték a 2018-as Európa-bajnokságot.

## Magánélete
A Hollandiában született Timber és ikertestvére, Jurriën Timber, aki szintén focista, dél amerikai: arubai, és curaçaoi származásúak. Édesanyjuk, Marilyn arubai származású, apjuk pedig Curaçao-ból származik, amelyek mindkét része a Holland Karib-tenger ABC-szigeteihez tartoznak.
A múltbeli helyzetek miatt, nem az apjuk nevét, Maduro-t, hanem az édesanyjuk, Timber nevét viselik.
Három idősebb testvére is van; Shamier, Chris és Dylan.

## Statisztika
2023. június 25-i állapot szerint.
| Klub             | Szezon           | Bajnokság        | Bajnokság | Bajnokság | Kupa  | Kupa  | Nemzetközi | Nemzetközi | Egyéb | Egyéb | Összes | Összes |
| Klub             | Szezon           | Liga             | Mérk.     | Gólok     | Mérk. | Gólok | Mérk.      | Gólok      | Mérk. | Gólok | Mérk.  | Gólok  |
| ---------------- | ---------------- | ---------------- | --------- | --------- | ----- | ----- | ---------- | ---------- | ----- | ----- | ------ | ------ |
| Jong Ajax        | 2018/19          | Eerste Divisie   | 2         | 1         | —     | —     | —          | —          | —     | —     | 2      | 1      |
| Jong Ajax        | 2019/20          | Eerste Divisie   | 25        | 2         | —     | —     | —          | —          | —     | —     | 25     | 2      |
| Jong Ajax        | 2020/21          | Eerste Divisie   | 13        | 0         | —     | —     | —          | —          | —     | —     | 13     | 0      |
| Jong Ajax        | Összesen         | Összesen         | 40        | 3         | —     | —     | —          | —          | —     | —     | 40     | 3      |
| Utrecht          | 2021/22          | Eredivisie       | 31        | 2         | 0     | 0     | —          | —          | 2     | 0     | 33     | 2      |
| Utrecht          | Összesen         | Összesen         | 31        | 2         | 0     | 0     | 0          | 0          | 2     | 0     | 33     | 2      |
| Feyenoord        | 2022/23          | Eredivisie       | 24        | 2         | 1     | 0     | 6          | 1          | —     | —     | 31     | 3      |
| Feyenoord        | Összesen         | Összesen         | 24        | 2         | 1     | 0     | 6          | 1          | 0     | 0     | 31     | 3      |
| KARRIER ÖSSZESEN | KARRIER ÖSSZESEN | KARRIER ÖSSZESEN | 95        | 7         | 1     | 0     | 6          | 1          | 2     | 0     | 104    | 8      |

Jegyzetek
1. ↑  Mérkőzése(i) a(z) Eredivisie playoff az UEFA Európa Konferencia Ligáért
2. ↑  Mérkőzése(i) a(z) Európa Ligában

## Sikerei, díjai
- Ajax
  - U17-es holland bajnok
  - U19-es holland bajnok
  - U19-es holland kupagyőztes

### Hollandia
- U17
  - U17 Európa-bajnokság: 2018